# ايلوريلس هرتيبس

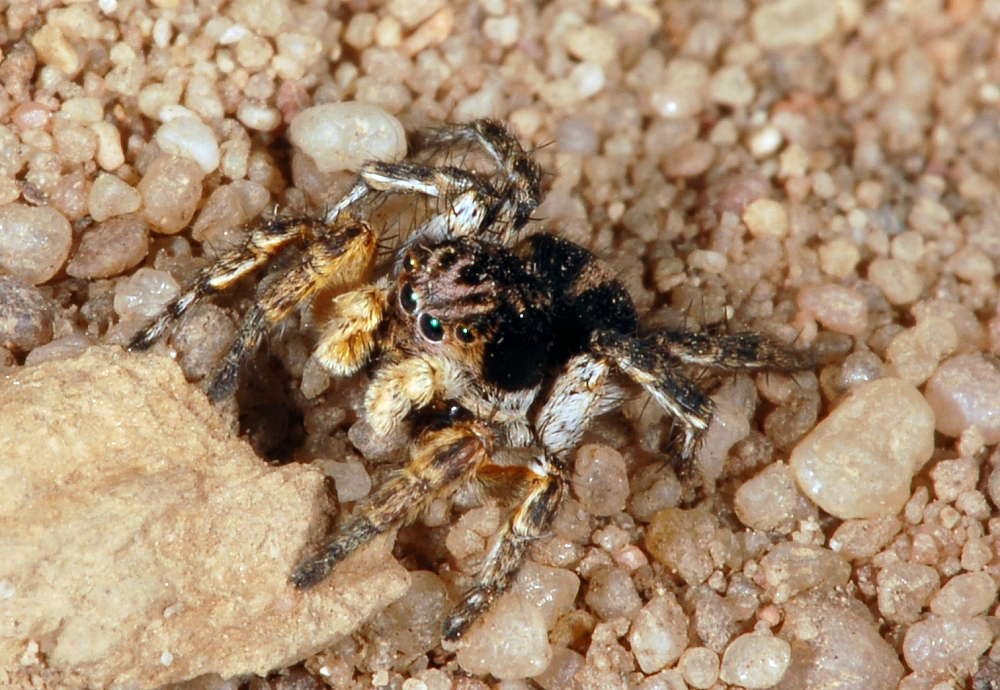
ذكر الAelurillus v-insignitus

وهو مرادف ايلوريلس سينيكوس ، هو نوع من العنكبوت القافز في جنس ايلوريلس الذي يعيش في شمال إفريقيا. تم تحديده لأول مرة من قبل جاك دينيس في تشاد في عام 1960 كجزء من بعثات Berliet-Ténéré ، كما تم العثور عليها في الجزائر ومصر والمغرب. العنكبوت صغير ، مع درع بني يتراوح طوله بين 3.5 و 3.6 ملم (0.14 و 0.14 بوصة) وبطن أصفر يتراوح طوله بين 3 و 4 ملم (0.12 و 0.16 بوصة). لدى الذكر صمة معقوفة صغيرة تبرز من بصيلاتها ، وللأنثى سديلة على شكل حرف S على المنطقة الشبقية وقنوات جماعية قصيرة. يمتلك العنكبوت غطاءً من الشعر الخفيف ، يكون أكثر بياضًا على الأنثى وأكثر صفراءً على الذكر. تساعد هذه الشعيرات في تمييزها عن تلك ذات الصلة بـ Aelurillus v-insignitus وAelurillus plumipes.

## التصنيف
تم وصف الايلوريلس هرتيبس لأول مرة بواسطة جاك دينيس في عام 1960. تم وضعه في جنس الايلوريلس الذي وصفه لأول مرة يوجين سيمون في عام 1885. اشتق اسم الجنس من الكلمة اليونانية التي تعني قطة. تم وضعه في القبيلة الفرعية إيلوريلينا في قبيلة ايلوريليني، وكلاهما سُمي على اسم الجنس ، بواسطة واين ماديسون في عام 2015. تم تخصيص هذه إلى كليد سالتافريزيا. في عام 2017 ، تم تجميع الجنس مع تسعة أجناس أخرى من العناكب القافزة تحت اسم ايلوريلس .
في البداية ، تم وصف الذكر فقط. في عام 2000 ، وصف جيرزى بروزينسكى نوعًا جديدًا آخر ، ايلوريلس سينيكوس. تم العثور على هذه فيما بعد لتكون من الأنواع الموجودة. مثال واحد ، وجد في مصر ، تم تخصيصه لهذا النوع في عام 2006 من قبل جالينا ازاركينا و فلاديمير لوجونوف. كان هذا أيضًا ذكرًا ، ولكن تم وصف أنثى النوع في نفس الوقت.

## وصف
العنكبوت صغير ، يبلغ طوله عادةً 6 مم (0.24 بوصة). الأنثى لها درع بني يبلغ طوله 3.5 ملم (0.14 بوصة) وعرضه 2.7 ملم (0.11 بوصة). وهي مغطاة بقشور بيضاء. يبلغ طول البطن الأصفر 4 مم (0.16 بوصة) وعرضه 2.9 مم (0.11 بوصة). الكليبوس أصفر أيضًا ، مثله مثل المغازل ، على الرغم من أنها تفتقر إلى الشعر الأبيض الشائع في الغلاف. يغطي الشعر الأبيض أيضًا المشاة الصفراء والساقين. الكلاب قرني بني اللون. إن إبيجين بيضاوي بجيب صغير وفتحتان متباعدتان على نطاق واسع محاطان برفرف تشكل شكل S. القنوات قصيرة وتؤدي إلى نطاف تشبه الفاصوليا.
الذكر أصغر قليلاً من الأنثى. يبلغ طول الدرع 3.6 ملم (0.14 بوصة) وعرضه 2.5 ملم (0.098 بوصة) مع نفس اللون. يبلغ طول البطن 3 مم (0.12 بوصة) وعرضه 2.3 مم (0.091 بوصة) ، وعلى الرغم من تشابه اللون بشكل عام ، إلا أنه يحتوي على نمط من القشور البيضاء والأصفر والبني. تتشابه كل من السيقان و المغزل في لونها مع الأنثى ، لكن الشعر أصفر أكثر من الأبيض. البصلة البينية كبيرة مع صمة صغيرة تشبه الخطاف.

## توزيع
ينتشر العنكبوت عبر شمال إفريقيا. تم التعرف عليه لأول مرة في تشاد من خلال بعثة استكشافية كانت جزءًا من بعثات Berliet-Ténéré ، مع النمط الشامل الموجود في الصحراء الكبرى ومثال آخر في جبال تبيستي. شوهد بالقرب من برج بوعريريج وتمنراست في الجزائر وقصر السوق في المغرب. تم العثور على المثال المسمى أصلاً ايلوريلس سينيكوس في شبه جزيرة سيناء في مصر.